# Gudea
Gudea (em sumério: 𒅗𒌤𒀀, Gu3-de2-a) foi um dos mais célebres príncipes e, mais tarde, governador (patesi) da cidade de Lagas, na Suméria. Se casou com Ninala, filha de seu antecessor Urbaba. Reinou entre 2 144 até 2 124 a.C., ou seja, vinte anos de reinado em Lagas. 

## Reinado

### Construções

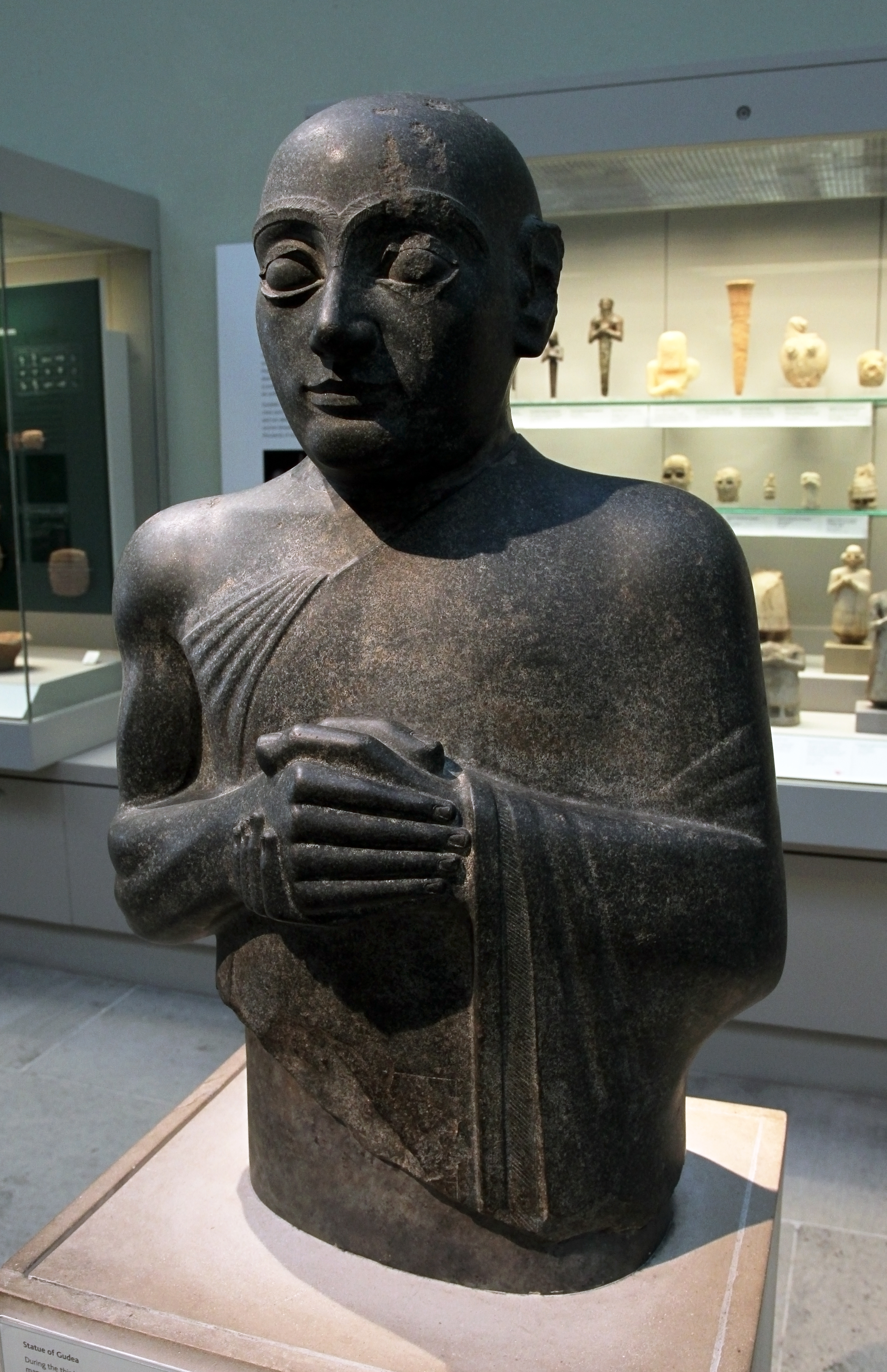
Estátua de Gudea feita de dolerito verde. Atualmente está no Museu Britânico.

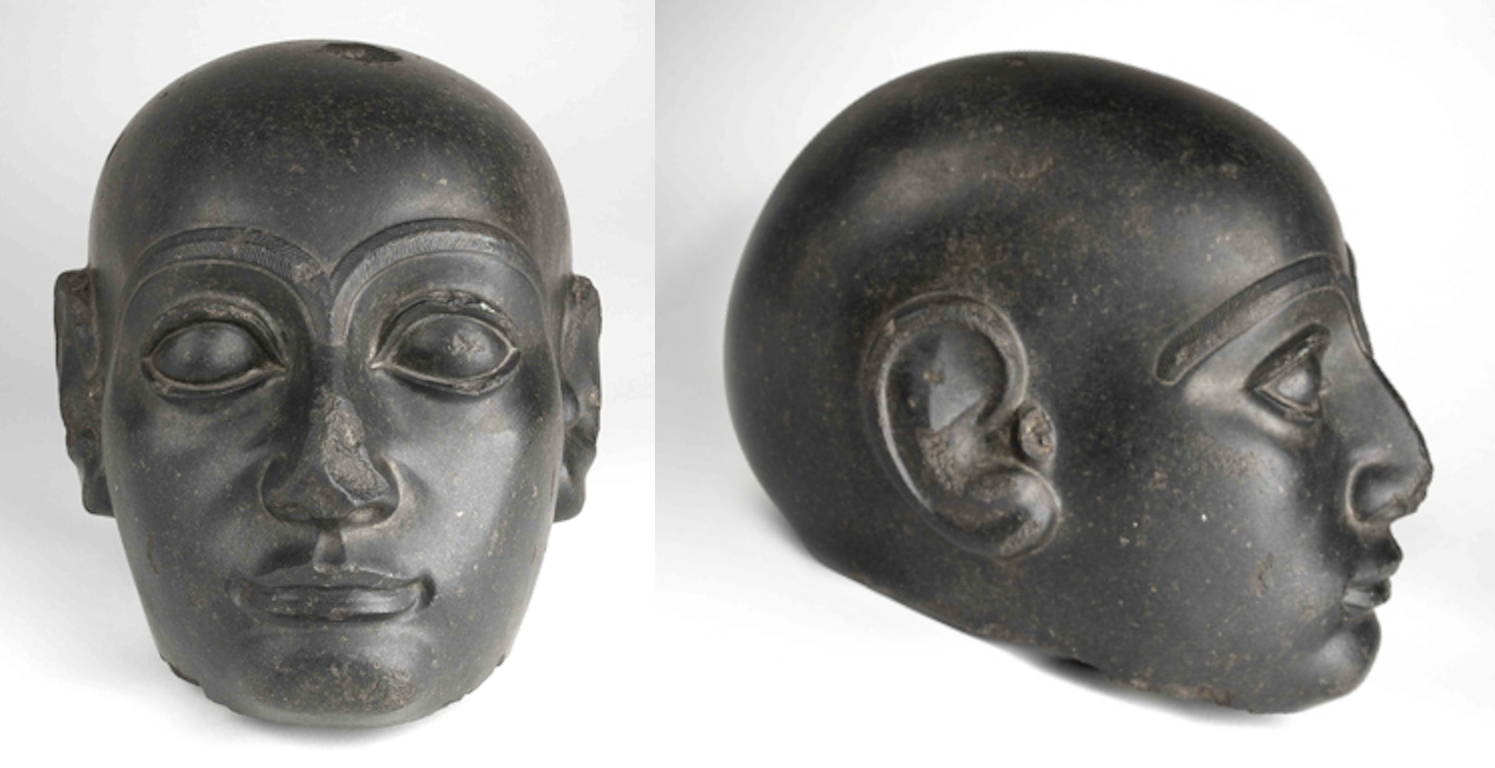
Escultura da cabeça de Gudea por volta de.

Durante seu reinado, Gudea reconstruiu os grandes templos de Lagas e fez estátuas de si mesmo. Uma inscrição suméria abaixo em seu manto diz o seguinte:
| “ | Quando Ninguirsu, o poderoso guerreiro de Enlil, estabeleceu um pátio na cidade para Ninguiszida, filho de Ninazu, o amado entre os deuses; quando ele havia estabelecido para ele parcelas irrigadas (?) nas terras agrícolas; (e) quando Gudea, governante de Lagas, o franco, amado por seu deus (pessoal), construiu o Eninu, o Pássaro do Trovão Branco e o ..., seu 'heptagono', para Ninguirsu, seu senhor, (então ) para Nanse, a senhora poderosa, sua senhora, ele construiu a Casa Sirara, sua montanha surgindo das águas. Ele (também) construiu as casas individuais de (outros) grandes deuses de Lagas. Para Ninguiszida, seu deus (pessoal), ele construiu sua Casa de Guirsu. Alguém (no futuro) a quem Ninguirsu, seu deus - como meu deus (se dirigiu a mim) tem (diretamente) se dirigido à multidão, não o deixe, depois disso, ter inveja (?) em relação à casa do meu deus (pessoal). Deixe-o invocar seu nome (da casa); que tal pessoa seja minha amiga e que (também) invoque meu (próprio) nome. (Gudea) fez uma estátua de si mesmo. "Que a vida de Gudea, que construiu a casa, seja longa." - (e assim) ele nomeou (a estátua) por causa dele, e ele a trouxe para ele em (sua) casa. | ” |

#### Cilindros de Gudea

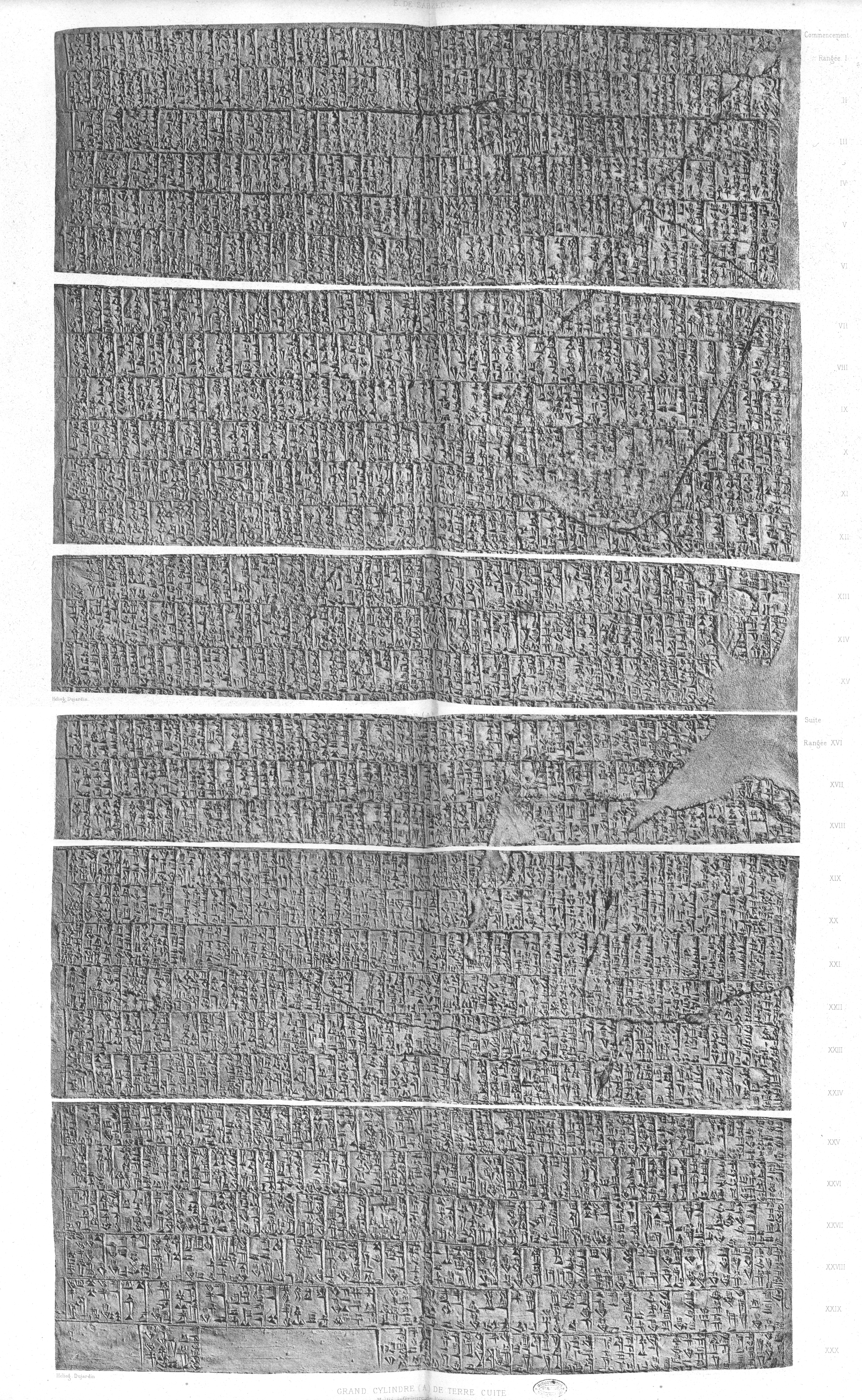
Cilindro A do governador Gudea.

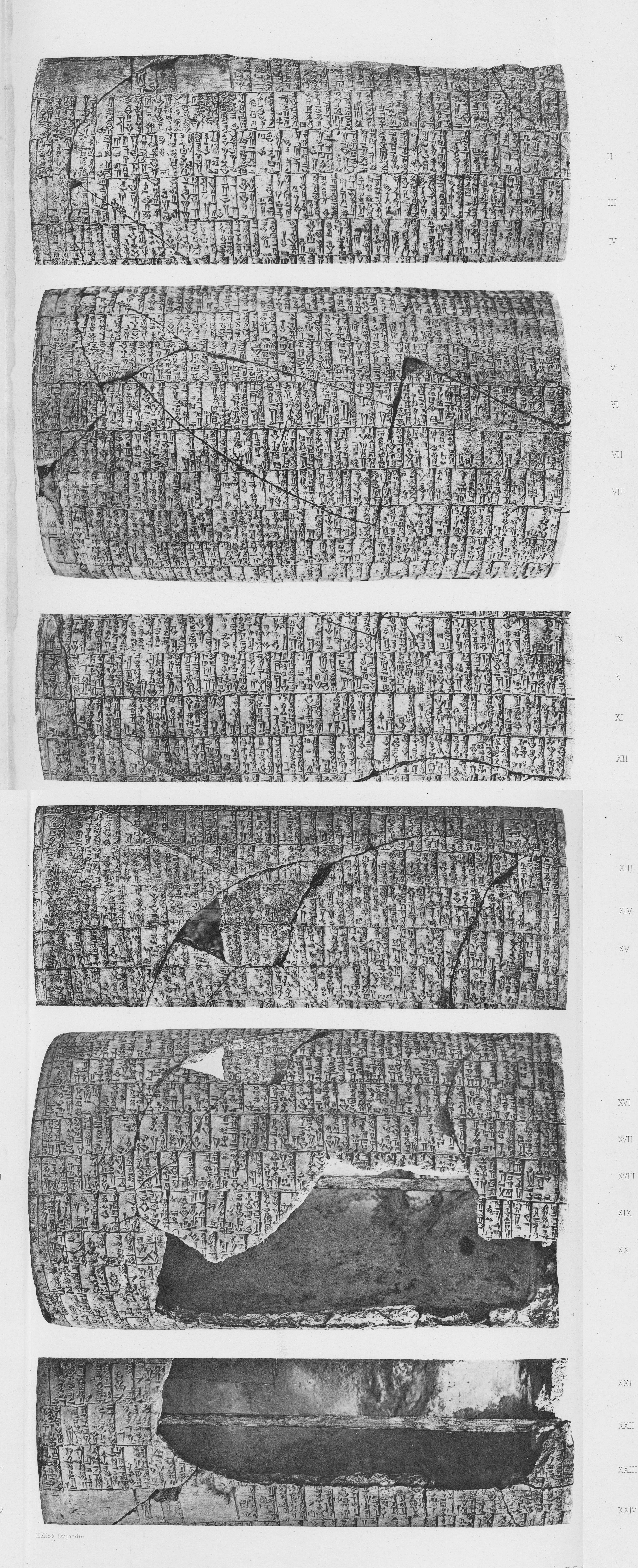
Cilindro B de Gudea encontrada pelo artista Ernest de Sarzec em 1896.

O cilindro A de Gudea se refere ao envolvimento humano e divino na construção do templo. Como a Suméria era rica em terras agrícolas, mas pobre em materiais de construção, Gudea encomendou madeira, metal, betume e blocos de pedra para o templo de lugares tão distantes quanto as margens do Mediterrâneo e do vale do Indo. Após os materiais serem entregues até Lagas, Gudea ordenou uma cerimônia de purificação para a cidade e seus habitantes e, em seguida, começou a trabalhar para construir um majestoso templo para o deus. Já no cilindro B, informa depois do acontecimento do cilindro A, quando o deus Ninguirsu e a deusa Bau foram "convidados a tomar posse do templo". Tal rito principal conduzia à hierogamia, ou seja, ao casamento sagrado e divino.

### Relações comerciais e vitórias
Em uma inscrição, Gudea referiu-se aos meluanos que vieram à Suméria para vender ouro em pó, cornalina e entre outros. Já em outra inscrição, ele menciona sua vitória sobre os territórios de Magã, Melua, Elão e Amurru e o estabelecimento de ofertas regulares para sua estátua.

### Pós Gudea
Após a morte de Gudea, seu filho Ur-Ninguirsu II assume o reinado de Lagas. A partir daí, Lagas passa a ter declínio até ser conquistada por Ur-Namu de Ur.